# Movimento Popular de Libertação - Cinchoneros

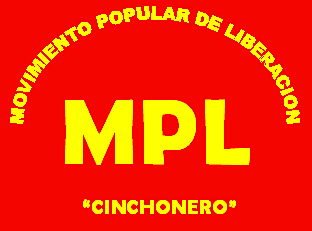
Bandeira do movimento.

O Movimento de Libertação Popular (MPL), também conhecido como "Chinchoneros", foi uma organização político-militar clandestina socialista que atuou na década de 1980 em Honduras durante a chamada crise centro-americana. O MPL era uma das principais organizações militantes de caráter socialista em Honduras na época, junto com as Forças Populares Revolucionárias Lorenzo Zelaya.

## História
O grupo surgiu em setembro de 1979 inspirado na vitória sandinista na Nicarágua. Foi fundado por ex-membros do Partido Comunista de Honduras (PCH) que passava por uma divisão entre aqueles que eram orientados para o apoio à União Soviética e os que eram favoráveis a República Popular da China. Recebeu o nome do líder camponês hondurenho do século XIX, Serapio Romero (apelidado de Cinchonero), que foi executado por decapitação em 1868 após o fim da Guerra de Olancho. Acreditava-se que o MPL estava vinculado a outros movimentos de esquerda em El Salvador, Cuba e Nicarágua, como a Frente Farabundo Martí para a Libertação Nacional (FMLN) e a Frente Sandinista de Libertação Nacional (FSLN), o que o levou a ser perseguido pelo Batalhão 3-16.
Embora a organização agisse contra corporações internacionais em Honduras e fosse a favor dos grupos menos favorecidos do país, também se envolveu em sequestros de aviões e na tomada de reféns. Em 1989, o MPL foi considerado suspeito de assassinar o General Gustavo Álvarez Martínez, líder do esquadrão 3-16, enquanto estava acompanhado de seu motorista que foi parado em Tegucigalpa, quando um grupo de pessoas armadas com metralhadoras abriu fogo contra o veículo, matando o militar.

### Dissolução
Apesar dos esforços da organização para criar um levante popular em Honduras, juntamente com outros grupos de natureza revolucionária, como as Forças Populares Revolucionárias Lorenzo Zelaya, nunca houve uma revolução como aconteceu nos países vizinhos devido ao reformismo militar da administração das juntas militares dos anos 1960 e 1970, além da enorme presença dos Estados Unidos em solo hondurenho. Após o colapso da União Soviética, o grupo passou a perder força e financiamento na medida em que começou a se dissolver lentamente até desaparecer na década de 1990.